# The Conet Project
The Conet Project: Recordings of Shortwave Numbers Stations è una raccolta in quattro CD contenente registrazioni di numbers station, ossia di stazioni radio in onde corte di origine sconosciuta. Il cofanetto fu pubblicato dall'etichetta discografica britannica Irdial-Discs nel 1997 e poi ristampato con un disco aggiuntivo nel 2013. Vari artisti hanno poi utilizzato campionamenti di questa pubblicazione: ad esempio Jóhann Jóhannsson, Boards of Canada, Wilco e il regista Cameron Crowe sul filmVanilla Sky (2001).
Nel 2002 il gruppo statunitense Wilco utilizzò sul proprio brano Poor Places un campionamento della traccia Phonetic Alphabet – NATO nel quale una voce ripete le parole Yankee Hotel Foxtrot (corrispondenti secondo l'alfabeto fonetico NATO alle lettere Y H F): le tre parole divennero anche il titolo dell'album contenente il brano. Tale sample fu oggetto di causa legale poiché l'autore del brano Jeff Tweedy non aveva chiesto alla Irdial i permessi di utilizzo. La casa discografica contestò perciò la violazione del copyright ma il caso in sé sollevò il dubbio sull'effettiva proprietà intellettuale di radiotrasmissioni riconducibili a numbers station. La controversia in questione fu appianata con una conciliazione extragiudiziale a favore della Irdial ma nel 2012 l'etichetta stessa, in accordo con la Free Music Philosophy (la «filosofia della musica libera»), ha reso The Conet Project gratuitamente disponibile in formato MP3 sul proprio sito ufficiale, corredando il download con una riproduzione del libretto originale in formato PDF. La pagina web inoltre incoraggia espressamente gli utenti a diffondere il materiale anche attraverso reti di file sharing.

## Tracce

### Disco 1
1. The Swedish Rhapsody – 4:18
2. Counting – 3:34
3. Counting 'Control' – 2:01
4. Phonetic Alphabet - NATO – 4:36
5. 5 Dashes – 3:30
6. The Lincolnshire Poacher – 4:37
7. Gong Station/Chimes – 3:29
8. DFD 21 – 2:37
9. Ready Ready 15728 – 2:04
10. Bugle – 1:00
11. 5 Note Version 'Czech Lady' – 1:38
12. Three Note Oddity – 2:18
13. New Star Broadcasting – 6:32
14. Counting Station (Spanish) – 4:41
15. English Lady / 00000 ending – 3:31
16. Attencion / 3 Finals – 3:31
17. 4 Note Rising Scale – 3:14
18. Ciocîrlia – 5:16
19. Czech Lady – 3:18
20. 2 Letter 'YS' – 1:47
21. 2 Letter 'EL' – 1:10
22. 5 Dashes – 1:40
23. 2 Letter 'RK' – 2:23

Durata totale: 72:45

### Disco 2
1. NNN – 2:56
2. 'Strich' – 0:36
3. DFD21 / DFC37 – 1:55
4. Drums & Trumpets – 2:51
5. NNN – 1:47
6. English Lady - 00000 ending – 2:10
7. NNN – 1:00
8. The Russian Man ('D-va' Northern Russian Voice) – 1:34
9. Phonetic Alphabet - NATO – 0:49
10. Spanish Lady – 1:07
11. 'Strich' – 0:30
12. 2 Letter 'NU' – 1:12
13. 'Strich' – 0:38
14. YT – 3:35
15. 5 Dashes – 1:40
16. German Man – 1:45
17. English Man – 4:58
18. English Man + German Lady – 1:36
19. German Lady – 1:43
20. Chinese Numbers – 1:14
21. Spanish Lady – 4:25
22. 2 Letter 'MD' – 1:38
23. English Man – 1:13
24. German Lady – 0:47
25. Phonetic Alphabet - NATO – 0:54
26. Phonetic Alphabet - NATO – 2:24
27. Nancy Adam Susan – 3:20
28. Counting 'Control' – 1:18
29. Nancy Adam Susan (Male Voice) – 2:44
30. Cherry Ripe – 1:34
31. Russian Lady – 1:57
32. Russian Man – 0:37
33. NNN – 1:54
34. Frank Young Peter – 0:59
35. Cherta – 1:05
36. Russian Counting Man – 0:58
37. OLX – 2:15
38. 6 Tones – 0:57
39. High Pitch Polytone – 2:02
40. High Pitch Polytone – 0:31
41. High Pitch Polytone – 1:17
42. High Pitch Polytone – 1:00
43. Oriental Language – 1:11

Durata totale: 72:36

### Disco 3
1. Ready Ready – 2:02
2. Iran / Iraq Jamming Efficacy Testing – 1:00
3. English Lady – 1:16
4. English Lady – 0:34
5. English Man Version 1 – 0:34
6. English Man Version 3 – 0:48
7. English Man – 0:58
8. Magnetic Fields – 3:49
9. Magnetic Fields – 1:30
10. Oblique – 1:24
11. NNN – 0:35
12. 5 Dashes – 4:17
13. 2 Letter 'KG' – 1:49
14. 4 Figure Counting (10 Rough Tones) – 2:36
15. 2 Voices in one transmission – 3:29
16. Tyrolean Music Station – 7:18
17. 3 Note I.S. – 0:46
18. 10 Rough Tones – 1:33
19. Achtung! – 0:29
20. 'A' – 1:23
21. Voice Sample (1-10) – 0:12
22. Rapid Dots – 0:59
23. 'Strich' – 1:06
24. Hier ist DFC Seben und Dreizig – 3:20
25. 2 Letter 'PN' – 2:34
26. Sample Count – 0:18
27. 2 Letter 'VO' – 2:10
28. 2 Letter 'HK' – 0:41
29. 2 Letter 'DM' – 4:01
30. 8 Note Rising Scale – 1:11
31. Spruchnummer 1 – 0:55
32. Spruchnummer 4 – 0:48
33. Random Pop – 1:05
34. Nomer 101 – 2:52
35. Okno Okno Okno – 0:35
36. Nomer 198 – 3:22
37. 723 Papaqui – 1:23
38. 298 – 1:54
39. 815 – 1:24
40. 167 – 1:53
41. Moscow Coup Attempt – 0:20

Durata totale: 71:13

### Disco 4
1. Russian Man Complete – 3:37
2. YT – 2:50
3. 555 Konec – 0:33
4. Preska – 0:25
5. Cherta – 0:26
6. Count in Russian – 0:40
7. Count in Russian – 2:03
8. 1-10 Announcement – 1:03
9. 1-10 Announcement – 0:50
10. Counting in Polish – 1:12
11. Konec Konec – 2:43
12. Pozor – 0:48
13. Russian Lady test count and message – 2:15
14. Russian Man – 4:10
15. Spanish Lady (2 Finals) – 1:48
16. Spanish Counting – 0:22
17. Spanish Counting – 0:24
18. Spanish Man – 2:19
19. Spanish Lady – 1:17
20. Spanish Lady – 2:27
21. Eastern Music Station – 6:40
22. Eastern Music Station – 1:42
23. Unidentified Chinese Station – 0:42
24. NNN – 1:27
25. NNN – 0:59
26. Whiskey Tango Viente Y Uno – 6:14
27. The Crackle – 2:33
28. The Backwards Music Station – 2:30
29. Faders – 1:14
30. Workshop – 2:52
31. The Pip – 0:50
32. The Buzzer – 2:40
33. M1 (197) – 0:52
34. M1b (463) – 4:49
35. M2 (712) – 3:11
36. M3 – 0:33
37. M3 – 0:20
38. M3 – 0:27
39. M3 – 0:17
40. M3 – 0:15
41. M3 – 0:15
42. M3a – 0:22
43. M3b – 0:50

Durata totale: 74:46

### Disco 5
Disco presente solo nella ristampa uscita nel 2013.
1. Data Bursts 5.201kHz (USB and AM)
2. Exotic Cipher 6.215kHz AM October 5, 2008 1927 GMT
3. Descending Jammer 7969kHz USB
4. Drone 17964kHz
5. Odd Clacking 4.039kHz (USB and AM) April 29, 1998
6. Bizarre Data Noise
7. Chiming
8. Chopper
9. Coarse Rushing Air
10. Odd Clacking 4.039kHz (USB and AM) April 29, 1998
11. 348-10-13-36-19-21 11.573kHz 1917GMT
12. Creeping
13. Rapid Descending Tri-tone
14. Engine Room Drone
15. Pinking
16. Rushing Air Sound 11492kHz
17. 'Snundering'
18. Down Up Tone
19. Choking
20. Galactic
21. Sweeping Noise 9330kHz USB
22. Strange Echoing Pips 11216kHz USB
23. Bubble Jammer
24. Deep Nuclear Drone
25. Drone B
26. Insane 7.074kHz AM December 8, 1820 GMT